# World Wide Web Consortium
World Wide Web Consortium（ワールド・ワイド・ウェブ・コンソーシアム）は、World Wide Webで使用される各種技術の標準化を推進するために設立された標準化団体、非営利団体である。W3C（ダブリュースリーシー）と略称される。
ティム・バーナーズ＝リーが創設し、率いている。本コンソーシアムは企業や団体が会員として加入し、専任スタッフと共にWorld Wide Webの標準策定を行っている。2022年1月8日現在、456の組織が会員として加入している。
W3Cは教育活動も行っており、ソフトウェアを開発してWebに関するオープンな議論の場を提供している。HTML、XML、MathML、DOM等の規格を勧告する。HTMLは、従来IETFでRFCとして標準化されていたが、HTML 3.2以降はW3Cへ引き継がれた。
XHTMLの規格に反する企業などがW3Cに対抗するWHATWGを組織しているが、両者はHTML5の策定で協力関係にあり、WHATWGが2004年に定めたWeb Applications 1.0にWeb Forms 2.0を取り入れたものがW3Cの専門委員会に採用され、W3Cより2008年1月22日にドラフトが発表された。2019年、今後は W3C自身は、HTMLとDOMの策定をやめ、WHATWGに協力することを表明した。
慶應義塾大学SFC研究所が中国を除くアジア圏を担当している。

## 歴史
World Wide Web Consortium の設立は、20世紀末以降のインターネットの基礎技術を確立して無償で公開したティム・バーナーズ＝リーの努力が大きい。ティムは欧州原子核研究機構 (CERN) で中心的な活動に係わった。
ティムはスイスのCERNで勤務時に研究論文が膨大に蓄積されており目的の文書を探すのに苦労したことから、文書から文書へ跳べる仕組みのハイパーリンクを開発した。1989年にグローバルハイパーテキストプロジェクトが始動した。
1993年にMosaicが開発されると広く売れた。ブラウザの開発者らは次々と独自の新しいタグを導入、Webページ開発者は苦労し始めてタグを標準化する必要性があると感じ、W3Cを設立した。
World Wide Web Consortium (W3C) は、CERNを離れたティム・バーナーズ＝リーが1994年10月1日に創設した。場所はMITコンピュータ科学研究所 (MIT/LCS) の中で、欧州委員会とインターネットの生みの親でもある国防高等研究計画局 (DARPA) が資金援助した。
W3Cは、業界の会員が新たな標準に合意し、互換性を確保することを目的として生まれた。
もともと、W3Cのヨーロッパ支部はCERNが担うことが期待されていたが、CERNは本来の量子物理学に注力したいと辞退している。1995年4月にはフランス国立情報学自動制御研究所 (INRIA) が欧州担当の共同運営機関（ホスト）、1996年9月には慶應義塾大学SFC研究所がアジア担当のホストとなり、以降2013年1月まで3機関による共同運営体制となった。1997年以降、W3Cは世界中に地域事務所を設立している。2016年2月現在、19の地域事務所があり、オーストラリア、ベネルクス（オランダ、ルクセンブルク、ベルギー）、ブラジル、フィンランド、フランス、ドイツとオーストリア、ギリシャ、ハンガリー、インド、イタリア、イスラエル、大韓民国、モロッコ、ロシア、セネガル、南アフリカ、スペイン、スウェーデン、イギリスとアイルランドをカバーしている。
2003年1月、欧州担当ホストはINRIAから欧州情報処理数学研究コンソーシアム（ERCIM）に移管された。ERCIMはヨーロッパの国立計算機科学研究所に相当する組織である。2013年1月から北京航空航天大学が中国担当のホストとなった。

## 勧告と準拠
W3C Process Document によれば、勧告までの過程には以下の5つの段階がある。
1. 作業草稿 (Working Draft, WD)
2. 最終草案 (Last Call Working Draft)
3. 勧告候補 (Candidate Recommendation, CR)
4. 勧告案 (Proposed Recommendation, PR)
5. W3C勧告 (W3C Recommendation, REC)

勧告は別途公表される正誤表 (Errata) で更新され、複数の更新を束ねて新たな版 (edition) が作られる。W3Cは標準として扱われることを意図していないノート (Notes) と呼ばれる各種文書も公表している。
勧告に従うかどうかは製造業者に任されている。多くの標準は準拠レベルが定義され、製品にW3C準拠を銘打ちたい場合は準拠せねばならない。他の標準化団体の規格と同様、W3C勧告は部分的に実装されることがある。勧告は特許使用料を徴収しないライセンスで提供され、誰でも実装可能である。
インターネット協会(ISOC)や他の国際規格団体とは異なり、W3Cは認証プログラムを用意していない。認証プログラムには利点と欠点がある。W3Cは今のところ、認証プログラムを開始することはコミュニティにとって害の方が大きくなる危険性が高いと考えられている。

## 管理運営
コンソーシアムはアメリカのMITコンピュータ科学・人工知能研究所 (CSAIL)、フランスの欧州情報処理数学研究コンソーシアム (ERCIM)、日本の慶應義塾大学が共同で運営し、世界18の地域に支部がある。各支部は地域のWebコミュニティと協力し、W3Cの技術を地域言語に対応させてW3Cへ参加を奨励するなど活動している。

## 会員
Compete.com の調査によれば、2008年1年間で1100万人以上が w3.org のドメインにアクセスしている。
コンソーシアムの運営資金は会員の会費で賄い、2022年1月現在で456の組織が会員で会員一覧は公開されている。会員は営利企業、非営利団体、大学、政府機関などが含まれ、個人会員制度はない。
会員資格は、W3Cが参加申し込みを審査・承認する。各種ガイドラインや条件が詳細に述べられているが、承認可否のガイドラインは明らかではない。
会費は一律ではなく組織の性格と所在地により、世界銀行が発表する国民1人当たりの国民総所得 (GNI) の最新版を基に分類される。

## 批判
W3Cの標準策定作業は大企業の意向が強く反映されているとの批判記事が掲載される事がある。 

## 主な規格
W3C/インターネット技術標準化委員会 (IETF) 標準による (インターネット・プロトコル・スイート)。
- CGI
- CSS
- DOM
- EME
- GRDDL（英語版）
- HTML
- MathML
- OWL
- P3P（英語版）
- PROV（英語版）[注釈 1][14]
- RDF
- SISR（英語版）
- SKOS（英語版）
- SMIL
- SOAP
- SPARQL
- SRGS（英語版）
- SSML
- SVG
- VoiceXML
- WAI-ARIA
- WebVTT
- WCAG
- WSDL
- XAdES
- XForms
- XHTML
- X+V（英語版）
- XLink
- XML
  - XMLイベント（英語版）[注釈 2]
  - XMLインフォメーションセット
- XML Schema
- XPath
- XPointer
- XQuery
- XSL
- XSL Formatting Objects
- XSLT

## Webと産業
現在標準化が進む産業とは、自動車産業、印刷関連産業、エンターテインメント産業（テレビを含む放送）。Web空間では、テレコミュニケーション、決済、ウェブ・オブ・データ、ウェブ・オブ・シングズ、電子商取引、セキュリティに関して融合や標準化が図られている。